# Fujarka

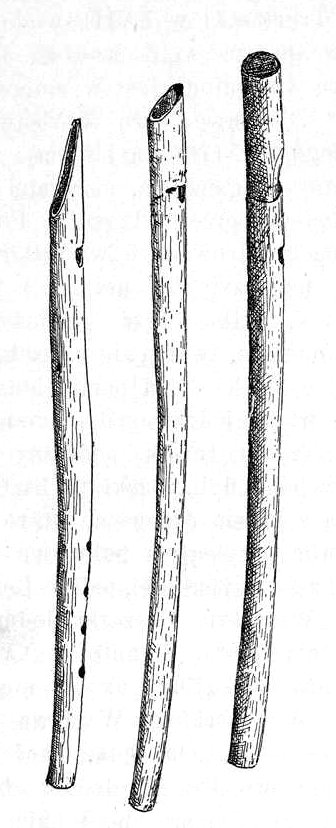
fujarki (fujary) z warszawskiej wystawy muzycznej w 1888 r.

Fujarka, fujara (gwarowo: fulara, fuira, fujera; inne staropolskie nazwy to: dudka, dutka, piszczałka) – ludowy instrument muzyczny z grupy aerofonów, fujarki były wykonywane z kory wierzby lub łoziny (salix cinerea) i należą do najstarszych instrumentów muzycznych.
Spotykane są różne wersje, m.in. „z otworami bocznymi lub bez otworów”. Ta druga wersja może być podobna do skandynawskiego „fletu z wierzby” (ang. willow flute).
Tradycyjne dawne wiejskie fujary czy fujarki robione były wyłącznie z wierzby, na wiosnę, gdy kora wierzbowa była świeża i elastyczna „uliniano” paski tejże kory, rolowano je („kręcono”), by uzyskać dłuższą lub krótszą tubkę rezonansową, następnie tworzono rodzaj wierzbowego ustnika „buczkę”.
Cytat z tłumaczenia z roku 1774 księdza Ignacego Nagurczewskiego Bukolików Wergiliusza:

Zacznij fujaro moja, zacznij śpiewać ze mną,

Którą się sławi Menal,

zacznij pieśń przyjemną.

## Muzycy wykorzystujący muzykę fujarową (fujarkową)
- Anna Maria Jopek[5]
- Gribojedow[6]
- Jennifer Lopez[potrzebny przypis]
- Joszko Broda
- Maleo Reggae Rockers[7]
- Trebunie Tutki[8]
- Golec uOrkiestra

## Współcześnie spotykane modyfikacje
- fujara bezotworowa[8]
- fujara postna
- fujara sałaśnikowa[7]
- fujara słacka[6]
- fujara wielkopostna[9]